# Cadigal
Cadigal (auch Gadigal geschrieben) ist der Name eines Clans im Aboriginesstamm der Eora. Der Clan lebte an den Küsten von Sydney in New South Wales und starb durch die  Pockenepidemie in Australien im Jahr 1789 fast aus.

## Gebiet
Das angestammte Gebiet der Cadigal erstreckte sich über die Gebiete von der Landzunge South Head bis Sydney Cove, der Cockle Bay, den Stadtteil Darling Harbour und möglicherweise bis zum Blackwattle Creek, weiter über die Stadtteile Redfern, Erskineville, Surry Hills und Paddington bis zum Cooks River. In diesem Gebiet lebten sie als Jäger und Sammler von der Jagd auf Wildtiere, dem Fischfang und Sammeln von Nahrungsmitteln.

## Sprache und Bevölkerung
Die Cadigal sprachen Dharug. Eine Sprache, die auch als Sydney language (deutsch: Sydneysprache) bezeichnet wird.
Arthur Phillip, der erste Gouverneur der Sträflingskolonie Australien, der dort im Januar 1788 mit der First Fleet ankam, schätzte die Anzahl der Aborigines im Gebiet von Sydney im Umkreis von zehn Meilen auf etwa 1500 Personen. Andere Zahlen bewegen sich zwischen 200 und 4000 Aborigines. Der Clan der Cadigal bestand ursprünglich aus etwa 50 Personen. Im Gebiet von Sydney gab es 29 Clans.
Die indigene Bevölkerung im Gebiet von Sydney wurde durch die Pockenepidemie in Australien im Jahr 1789 um etwa die Hälfte dezimiert. Im Jahr 1791 hatten von den Cadigal lediglich drei Personen überlebt.

## Gegenwart
Teile des Cadigalgebiets liegen im heutigen Verwaltungsbezirk Marrickville Council von Sydney. 1994 wurde das Marrickville Aboriginal Consultative Committee gegründet, das für die Interessen der Nachkommen der Cadigal und Wangal eintritt.

## Persönlichkeiten
- Arabanoo (1759–1789)
- Barangaroo (18. Jahrhundert)
- Colebee (1800–?)